# Iglesia de Santiago Apóstol (Villalba de los Alcores)
La iglesia de Santiago Apóstol pertenece al municipio vallisoletano de Villalba de los Alcores (Castilla y León, España). Forma parte de la época de transición del Románico al Gótico, finales del siglo XII y principios del siglo XIII.

## Descripción
Es en el interior del domo donde se recoge la capilla Mayor, en cuya parte central se sitúa la imagen del Apóstol Santiago, titular de la iglesia. En la cavidad abierta en la parte inferior está ubicada la patrona del municipio, la Virgen de Fuentes, y las imágenes de San Pedro y San Pablo se asientan en otras dos hornacinas abiertas en las partes bajas laterales.
A finales del siglo XV, bajo el dominio del Conde de Benavente, tuvo lugar una importante ampliación del cuerpo principal de la iglesia, la cual quedó conformada por tres naves rematadas por bóvedas de crucería del gótico tardío que descansan sobre recios pilares octogonales. Ya en el siglo XVI, con arreglo a trazas renacentistas, se levanta sobre la torre antigua lo que hoy en día es la actual torre.
La cerca del atrio se construye en los primeros años del siglo XVII, y en los últimos años del siglo XVIII se realizan el pórtico y la sacristía nueva, obras que siguen un estilo neoclásico.
En su interior recoge a la patrona del municipio, la Virgen de Fuentes, cuya imagen se puede contemplar en la parte central del retablo barroco.